# Пьедра (приток Халона)
Пьедра (исп. Río Piedra) — река, протекающая в Иберийских горах через Кастилия-Ла-Манча и Арагон, Испания. Приток реки Халон. Воды реки отличаются высокой концентрацией карбоната кальция, который влияет на прибрежную растительность. Название реки переводится как «каменная».
Вид Austropotamobius pallipes, находящийся под угрозой исчезновения, ранее обитал в реке, но теперь, из-за появления в реке американских сигнальных раков, практически исчез.

## География
Пьедра — пересыхающая река. Она берёт начало в муниципалитете Кампильо-де-Дуэньяс, Кастилия-Ла-Манча. Средний расход воды, измеренный у Монастыря Пьедра, составляет 1,22 м³/с.
У садов монастыря Пьедра вода образует карстовые хаосы. Данное место популярно среди туристов, так как напоминает оазис, окружённый горными ландшафтами. Далее поток устремляется к водохранилищу на плотине Транквера в Нуэвалосе. Реки Меса, Ортис и Мунебрага тоже впадают в водохранилище и могут считаться притоками реки Пьедра. В муниципалитете Кастехон-де-лас-Армас Пьедра впадает в реку Халон.